# 四海民蔵
四海 民蔵（しかい たみぞう、1890年2月25日 - 1960年1月30日）は、日本の歌人、出版者、政治家。歌人としての名は多実三とも表記される。

## 経歴
神奈川県に善波源次郎、つや夫妻の二男として生まれる。1904年から東京神田の出版社の光風館書店に勤務する傍ら、歌人として、「珊瑚礁」「行人」などを創刊し、1913年には北原白秋、前田夕暮、土岐善麿らと「日光」を創刊する。翌年、四海みねと結婚。また、1926年には四海書房を設立して、出版業も携わり、「歴史教育」や「歴史学研究」（歴史学研究会）の刊行に貢献した。北原白秋『雀の卵』の大序には、白秋が生活に逼迫していた時期に補助金を出してもらったことへの感謝が綴られている。
戦後は東京都豊島区議会議員に選挙され、副議長・議長も務めた。その一方で歌壇や出版界からは遠ざかった。